# Arnold Dodel-Port
Arnold Dodel-Port, född 16 oktober 1843 i Affeltrangen, Schweiz, död 11 april 1908 i Zürich, var en schweizisk botaniker, som blev professor vid universitetet i Zürich 1880. Han har publicerat undersökningar över de högre växternas anatomi samt över vissa grönalgers utvecklings- och fortplantningshistoria. Hans huvudsakliga produktion utgjordes dock av populärvetenskapliga arbeten, botaniska planschverk med mera. Dodel-Port har även utgett politiska skrifter med radikalt-socialistisk tendens.

## Biografi
Arnold Dodel var son till bonden Jakob Dodel. Efter utbildning vid lärarhögskolan i Kreuzlingen arbetade han från 1863 till 1864 som lärare i Hauptwil (idag en by i Hauptwil-Gottshaus kommun). Efter en tids vistelse i Genève gick han 1865 till 1867 vid Zürich Polytechnic och studerade därefter naturvetenskap vid filosofiavdelningen vid Ludwig-Maximilians-universitetet i München 1867 till 1869. Där var han elev till botanikern Carl Wilhelm von Nägeli. Han doktorerade 1869 i filosofi i Freiburg im Breisgau och återvände sedan till Zürich, där han 1870, som privatlärare, skrev sin habiliteringsavhandling Der Uebergang des Dicotyledonen-Stengels in die Pfahlwurzel.
År 1875 gifte han sig med Carolina Port, dotter till en järnvägstjänsteman i Wien, med vilken han 1878 publicerade en anatomisk och fysiologisk atlas över botaniken. Från 1880 till sin pensionering 1903 arbetade han som professor i botanik vid universitetet i Zürich. Under många år hade Dodel-Port en mycket nära relation till den österrikiske bondefilosofen Konrad Deubler. Efter dennes död 1884 hedrade Dodel-Port honom 1886 med verket Konrad Deubler. Tagebücher, Biographie und Briefwechsel , ett litterärt monument.
År 1890 upplöstes äktenskapet med Carolina Dodel-Port. I sitt andra äktenskap gifte han sig 1891 med Luise Henriette Müller från Hirschfelde i Sachsen, dotter till Heinrich Müller ägaren till linspinneriet Hirschfelde HC Müller. De två döttrarna Erika Molinari född Dodel och Hanna Dodel kom från detta äktenskap.
Från 1899 till 1901 var Dodel-Port ordförande för Deutschen Freidenkerbundes och 1906 var han en av grundarna av Deutscher Monistenbund. Efter skilsmässan i sitt andra äktenskap 1906, dog han den 11 april 1908. 
Dodel-Port, som korresponderade med Charles Darwin och Ernst Haeckel, intog en evolutionistisk-monistisk ståndpunkt i sina skrifter och bidrog till populariseringen av det moderna evolutionsteorin. Brev och material från hans dödsbo finns i manuskriptavdelningen på Zürichs centralbibliotek.
Ibland påstås det att Dodel-Port också skrev under pseudonymen Rudolf Bommeli. Rudolf Bommeli var en av hans elever.